# Protothaumalea americana
Protothaumalea americana är en tvåvingeart som först beskrevs av Mario Bezzi 1913.  Protothaumalea americana ingår i släktet Protothaumalea och familjen mätarmyggor. Inga underarter finns listade i Catalogue of Life.